# Scopula onana
Scopula onana là một loài bướm đêm trong họ Geometridae.